# Clidemia rubripila
Clidemia rubripila är en tvåhjärtbladig växtart som beskrevs av Célestin Alfred Cogniaux. Clidemia rubripila ingår i släktet Clidemia och familjen Melastomataceae. Inga underarter finns listade i Catalogue of Life.